# Eros

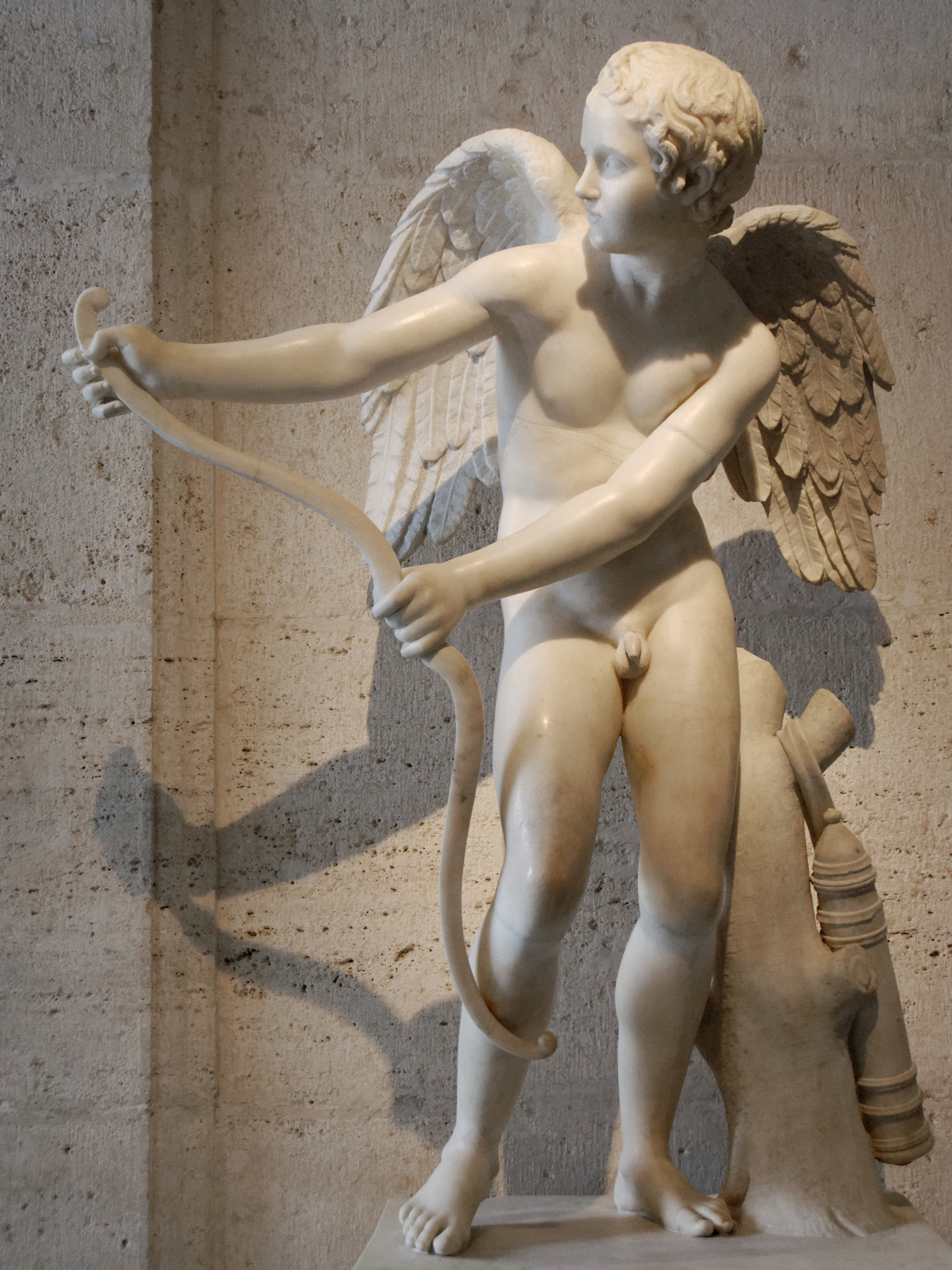
Romersk version av Eros med pilbåge.

Eros (grekiska Ἔρως) var en kärleksgud i grekisk mytologi. Han var son till Afrodite.
Eros var hos grekerna den såsom en gud tänkta och avbildade personifikationen av kärleken, motsvarande romarnas Amor (Cupido). Hos Homeros förekommer Eros ännu inte, men hos Hesiodos och de orfiska skalderna är han en av de äldsta och mäktigaste gudomligheterna, en son av Chaos, själv all alstrings upphov och därför även den verksamma principen vid världsskapelsen (den så kallade "kosmogoniske Eros"). Men enligt det allmännare föreställningssättet var han kärleksgudinnan Afrodites följesven och ofta betecknad såsom hennes son. Som hans far uppges vanligen Ares, men stundom även Zeus, Hermes eller Zefyros, under det att andra versioner av sagan helt och hållet frånkänner honom någon far. Såväl i poesin som i den bildande konsten framställs han som en liten bevingad gosse eller som en halvvuxen underskön yngling (av bildhuggaren Praxiteles med flera). Hans attribut är i den äldre konsten vanligen en lyra, senare båge med pilar och koger eller en brinnande fackla. Till honom sällar sig ofta de besläktade gudomligheterna Himeros och Pothos (längtan och åtrå) samt Anteros (motkärleken), vilka dock, såsom varande endast sidor av hans eget väsen, saknar självständig individualitet. I yster skalkaktighet driver Eros sitt spel, utan undseende eller åtskillnad, såväl med gudar som människor, i vilkas bröst hans pilar tänder kärlekens låga. Även de grymmaste vilddjur kuvas av hans makt.
Ibland mångfaldigas hans väsen till ett flertal kärleksgudar eller eroter, för vilka den poetiska och konstnärliga fantasin uppfunnit de mest växlande situationer och sysselsättningar. En förandligad Eros, det bildliga uttrycket för den i människosjälen inneboende längtansfulla dragningen till det goda och sköna, spelar en stor roll i den grekiska filosofin, särskilt hos Sokrates och Platon, vars dialog Symposion just ägnas åt utredningen av Eros natur, och samma tanke framträder även i den allegoriska myten om Eros (Amor) och Psyche, som finns återgiven av den romerske författaren Lucius Apuleius i hans Metamorfoser.

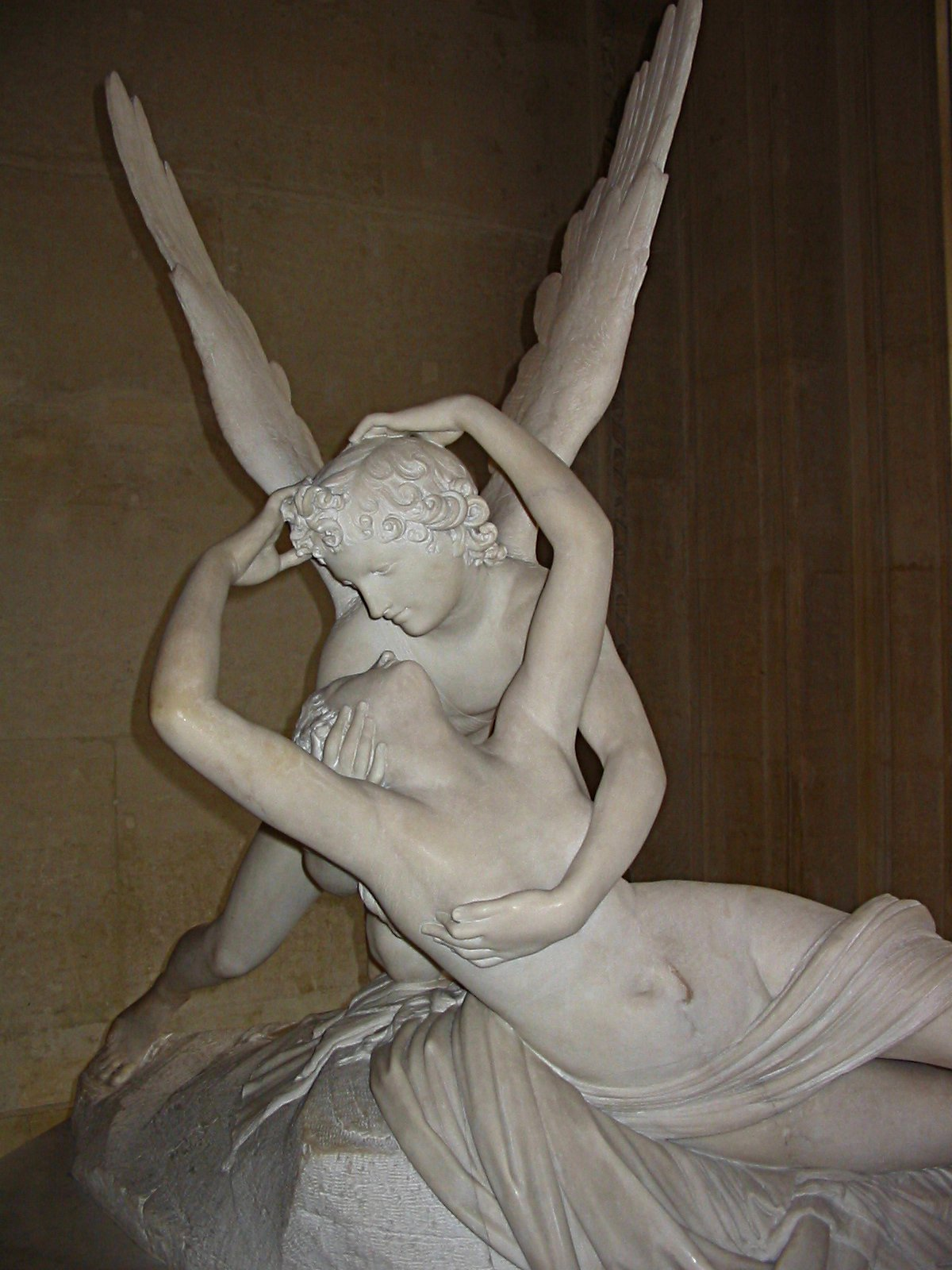
Canovas Psyche och Cupid

Psyche (själen) älskades av Eros och njöt i föreningen med honom den renaste lycksalighet, men var strängeligen förbjuden att skåda hans anlete. När hon till följd av egen nyfikenhet och sina systrars uppmaningar förleddes att bryta mot detta förbud, blev hon till straff övergiven av sin älskling, med vilken hon dock sedan, efter långvarigt sökande och luttrad genom bittra lidanden, för evigt återförenades. I den bildande konsten har detta ämne ofta behandlats (av Rafael, Antonio Canova, Bertel Thorvaldsen m. fl.). I Stockholms Nationalmuseum finns av Johan Tobias Sergel en marmorgrupp, "Amor och Psyche", som framställer det ögonblick, då Eros lyfter vingarna till flykt, därvid med förebrående vemod blickande ned på Psyche, som förgäves bemödar sig att hålla fast honom.